# Jean Henri Chouppe
Jean Henri Chouppe est un peintre, aquarelliste, dessinateur et lithographe français né à Orléans (Loiret) le 6 janvier 1817 et mort dans la même ville le 28 mars 1894.

## Biographie
Henri Chouppe est le fils de Jean Chouppe, maître tailleur, et de Marie Victoire Jeanne Boucher. Il habite rue d'Illiers à Orléans et est l'époux de Louise Magdeleine Gastelier.
Très tôt il révèle des dons pour le dessin, mais sa famille d'origine modeste préfère l'orienter vers une autre voie en le faisant entrer chez un avoué en qualité de clerc. Avec beaucoup d'insistance, il réussit à faire comprendre à ses parents que sa vocation est le dessin.
Il commence à apprendre les premiers éléments du dessin à Orléans puis se rend à Paris dans l'atelier de François Antoine Léon Fleury. De retour à Orléans, il réussit à se faire une place dans le monde artistique de la ville. Il est notamment très lié avec les peintres Théodore Frédéric Salmon et Charles Pensée.
Il ouvre un atelier au 14 de la rue d'Illiers et les élèves commencent à le fréquenter. En 1855, il est chargé de dispenser des cours de dessin au lycée et reçoit le titre de professeur en 1857. Pendant 33 ans il enseigne le dessin dans ce lycée.
En tant qu'élève de Fleury, il débute au Salon de Paris en 1857 par des aquarelles : vue de Saint-Malo, Plan du Vieux Marché à Dinan. Il peint exclusivement des paysages et s'adonne surtout à l'aquarelle.
En 1867, il est nommé membre titulaire de la Société archéologique et historique de l'Orléanais.
La mort de sa femme le marque profondément, mais il continue de travailler dans son atelier qui devient très vite un rendez vous d'amis.
En 1872, il est reçu officier d'Académie et en 1883 il est promu officier de l'Instruction publique.
Alors qu'il est « un peintre authentique », Chouppe, qui est de ressources aisées, ne se soucie nullement d'exposer ni de vendre de son vivant. Il meurt le 28 mars 1894. La cérémonie funèbre célébrée le 30 mars à l'église Saint-Paterne d'Orléans est suivie de son inhumation au cimetière Saint-Jean.
En 1975, une exposition que lui consacre une galerie parisienne révèle au public « les aquarelles restées pendant près d'un siècle dans ses cartons ». Autour de 1980, plusieurs dispersions de l'atelier sont organisées par le commissaire-priseur Philippe Fournier à l'hôtel des ventes de Rouen.

## Distinctions
- Officier d'académie (1872)
- Officier de l'Instruction publique (1883)

## Style et influence
C'est par son style et par ses liens d'amitié avec Théodore Rousseau que l'on justifie l'appartenance de Chouppe à l'école de Barbizon.
George Sand, qui s'adonne à la peinture, travaille régulièrement avec Chouppe dans la région naturelle de la Sologne et fait partie du cercle d'amis que sa femme réunit dans un salon littéraire avec notamment Frédéric Chopin, Marceline Desbordes-Valmore, Théodore Rousseau et Félix Dupanloup.
L’œuvre de Chouppe est considérable, ses dessins réputés pour leur fidélité pittoresque et d'un graphisme précis sont prisés par les historiens et les collectionneurs du vieil Orléans et d'ailleurs.

## Expositions

### Exposition personnelle
- Jean Henri Chouppe, le grand aquarelliste du XIXe siècle, galerie du Génie, 50, rue du faubourg Saint-Antoine, Paris, décembre 1975[6].

### Expositions collectives
- Salon de 1857 : Vue de Saint-Malo et Place du Vieux-Marché à Dinan), 1858 (Vue prise en Sologne), 1861 (Dolmen en Bretagne et Marais en Sologne), 1863 (Sous-bois, rive de la Creuse et Gué du Serre-Bois en Sologne), 1864 (Rive de la Loire à Orléans et Vue de Pornic), 1865 (Sainte-Marie-sur-Mer près de Pornic et Lisière de bois en Sologne), 1867 (Environs de Dinard), 1868 (Brise-lames à Saint-Malo et Rives du Loiret à Olivet)[2].
- 3e exposition de la Société des amis des arts d'Orléans - Beaux-arts et arts appliqués à l'industrie, hôtel de ville d'Orléans, 1868[7].
- Vendôme au fil du Loir, musée de Vendôme, de novembre 2014 à mars 2015[8].
- Peindre dans la vallée de la Creuse, 1830-1930, atelier Grognard, Rueil-Malmaison, février-mai 2019[9].

## Œuvres

### Aquarelle
- La Tour de Guinette, 1840[10].

### Lithographie
- Bains de mer. Pornic et ses environs dessinés d'après natures et lithographiés, album cartonné, 250 × 350 mm, douze lithographies en noir et blanc, Nantes, Éditions T. Montagne, sans date (vers 1850).

## Collections publiques
- Moulins, musée Anne-de-Beaujeu : Le Moulin de Cerisier, rive de la Creuse, aquarelle[4].
- Orléans, musée des Beaux-Arts :
  - plusieurs Paysages bretons[5] ;
  - Paysage avec moutons, aquarelle[11].
- Vendôme, musée de Vendôme : Vue de l'hôtel de ville de Vendôme, vers 1860, aquarelle[8].

## Collections particulières référencées
- Philippe Nivet, La place du Martroi (Orléans) occupée par les soldats allemands, 1870[12].

## Réception critique
- « Ni goût de l'anecdote ni sensiblerie romantique dans ces aquarelles spontanées, délicatement mais fermement organisées, sensibles et méditées, qui toutes ont gardé leur fraîcheur première. » - Gérald Schurr[6]